# كامل وجديد
كامل وجديد (1 مايو 1980 بالرباط في المغرب - 14 سبتمبر 2024) هو لاعب كرة قدم مغربي في مركز الهجوم. لعب مع راسينغ فيرول وفورتونا دوسلدورف ونادي النجم الأحمر سانت أوين ونادي سيت ونادي كان ونادي كاين ونادي كليرمونت 63 ونادي جوزتيبي وأسوا فالنس ‏ ورويال وايت ستار بروكسل ‏ ونادي سيراين.